# 黑蕊猕猴桃
黑蕊猕猴桃（学名：Actinidia melanandra）是猕猴桃科猕猴桃属的植物，为中国的特有植物。分布在中国大陆的江西、甘肃、贵州、湖北、陕西、四川、浙江等地，生长于海拔1,000米至1,600米的地区，常生于山地阔叶林中湿润处。

## 变种
- 无髯猕猴桃（学名：Actinidia melanandra var. glabrescens）为猕猴桃科猕猴桃属黑蕊猕猴桃的变种。分布在中国大陆的湖南等地。
- 垩叶猕猴桃（学名：Actinidia melanandra var. cretacea）是猕猴桃科猕猴桃属黑蕊猕猴桃的变种。分布在中国大陆的湖北等地。
- 广西猕猴桃（学名：Actinidia melanandra var. kwangsiensis）是猕猴桃科猕猴桃属黑蕊猕猴桃的变种。分布于中国大陆的广西等地，生长于海拔1,000米的地区，一般生于山地疏林中。
- 褪粉猕猴桃（学名：Actinidia melanandra var. subconcolor C. F. Liang）为猕猴桃科猕猴桃属黑蕊猕猴桃的变种。分布在中国大陆的浙江天目山和瑞安、丽水等地（模式标本产地）。